# Benediction (Band)
Benediction ist eine britische Death-Metal-Band aus Birmingham.

## Geschichte
Die Band wurde 1989 von Barney Greenway, Ian Treacy, Peter Rewinski, Darren Brookes und Paul Adams in Birmingham gegründet. Noch im selben Jahr nahm das Quintett das erste Demo „The Dreams You Dread“ auf, das sich für ein Demo erstaunlich gut verkaufte. Es folgte ein Plattenvertrag beim deutschen Independent-Label Nuclear Blast. Dort erschienen 1990 das Debütalbum „Subconscious Terror“ sowie eine auf 3.800 Stück limitierte Split-EP (Confess All Goodness / Blood, Pus & Gastric Juice) mit Pungent Stench. Bereits vor der Veröffentlichung des ersten Albums im September 1990 verließ Barney Greenway die Band, um bei Napalm Death die Nachfolge von Lee Dorrian als Sänger anzutreten. Zwar beendet er noch die Aufnahmen, aber als „Subconscious Terror“ erschien, hatte er die Band bereits verlassen. Mit Dave Ingram wurde ein neuer Sänger gefunden, der mit der Band die folgende Tournee u. a. mit Autopsy, Bolt Thrower und Paradise Lost bestritt.
1991 wurde das zweite Album „The Grand Leveller“ präsentiert und es folgte die erste Europa-Tour als Headliner mit Bolt Thrower, Nocturnus, Dismember und Massacra. Die Tour durch Jugoslawien brach die Band jedoch wegen der unsicheren politischen Situation bereits nach dem ersten Auftritt ab. Nach Ende der Tour verließ Gründungsmitglied Paul Adams die Band und Gitarrist Darren Brooks übernahm für die Aufnahmen zur EP „Dark is the Season“ den Bass. Für die anstehende Tour mit Asphyx wurde mit Simon Harris ein Session-Bassist engagiert. 1992 begann die Band mit den Arbeiten zum dritten Studioalbum „Transcend the Rubicon“, das 1993 erschien und als das beste und erfolgreichste Album der Band gilt. Es war zugleich das Debüt des neuen Bassisten Frank Healy (ex-Cerebral Fix), mit dem die Band bereits 1992 zwei ausverkaufte Shows in Israel bestritten hatte.
Nach der Tour zum Album mit Atheist und Cemetary verließ Gründungsmitglied Ian Treacy 1994 die Band und spielte später bei Meathook Seed. Er wurde durch Paul Brookes ersetzt, der bereits auf der im Februar 1994 veröffentlichten EP „The Grotesque/Ashen Epitaph“ zu hören ist. Nach einer Tour durch Mexiko verließ Brookes die Band kurz vor Beendigung der Aufnahmen zum vierten Studioalbum wieder. Der als Live-Drummer für die anstehende Tournee engagierte Neil Hutton wurde daraufhin festes Bandmitglied und ist bereits als Schlagzeuger auf dem 1995 veröffentlichten vierten Album zu hören. Es trägt den Titel des ersten Demos der Band „The Dreams You Dread“ als Dank an die Fans, die der Band seit ihrem ersten Demo die Treue gehalten hatten.
Es folgte im Sommer 1995 eine ausverkaufte Tour als Headliner der Nuclear-Blast-Festivals und in den folgenden drei Jahren viele weitere Shows und schließlich 1998 ein Auftritt beim Wacken Open Air. Dieser Auftritt war zugleich der letzte mit Dave Ingram, der nach der Veröffentlichung des fünften Albums „Grind Bastard“ die Band verließ und wenig später Mitglied von Bolt Thrower wurde. Sein Nachfolger Dave Hunt bestritt bereits die Aufnahmen zum 2001er Album „Organised Chaos“.
Der Weggang von Schlagzeuger Neil Hutton 2002 veranlasste die Band, ihre Tätigkeit bis auf weiteres einzufrieren. Zwar konnte Nick Barker von Cradle of Filth 2005 kurzzeitig als Schlagzeuger gewonnen werden, verließ die Band jedoch 2006 nach einigen Sessions wieder Richtung Testament. 2007 gelang es, den ehemaligen Schlagzeuger Neil Hutton in die Band zurückzuholen. Mit ihm konnte die Band 2008 nach sieben Jahren ohne eine einzige Veröffentlichung das siebte Album „Killing Music“ veröffentlichen. Im Herbst 2008 folgte die „No Reunion Required“-Tour durch Europa.
2019 gab Dave Hunt seinen Ausstieg bekannt, da er wegen seiner vielen Verpflichtungen Benediction nicht mehr die volle Aufmerksamkeit widmen konnte. Allerdings gelang es, Dave Ingram zurück ans Mikro zu holen. Noch 2019 begannen die Aufnahmen für das neue Album "Scriptures", welches dann endlich im Oktober 2020 erschien und das erste seit 12 Jahren war. Das Album wurde von den Fans begeistert aufgenommen und erhielt durchweg gute Kritiken. Aufgrund der COVID-19-Pandemie konnte die Tour zum Album erst ab Frühjahr 2022 stattfinden, auf der sich Songs wie "Stormcrow", "Scriptures in Scarlet" oder "Progenitors of a New Paradigm" zu Live Klassikern entwickelten.
Im April 2025 veröffentlichten Benediction mit "Ravage of Empires" das 9. Album, welches in den deutschen Charts auf Platz 7 einstieg. Das Album knüpft nahtlos an den Vorgänger an und erhielt wieder positive Kritiken. Auf der "Tales Of The Triple Death 2025" Tour, welche zusammen mit Jungle Rot und Master (Band) absolviert wurde, wurden vom neuen Album "A Carrion Harvest", "Crawling over Corpses", "Genesis Chamber", "Engines of War" und "In the Dread of the Night" erstmals live dargeboten.

## Diskografie

### Alben
- 1990: Subconscious Terror (Nuclear Blast)
- 1991: The Grand Leveller (Nuclear Blast)
- 1993: Transcend the Rubicon (Nuclear Blast)
- 1995: The Dreams You Dread (Nuclear Blast)
- 1998: Grind Bastard (Nuclear Blast)
- 2001: Organised Chaos (Nuclear Blast)
- 2008: Killing Music (Nuclear Blast)
- 2020: Scriptures (Nuclear Blast)
- 2025: Ravage of Empires (Nuclear Blast)

### Singles und EPs
- 1990: Confess All Goodness (Split-EP mit Pungent Stench, Nuclear Blast)
- 1992: Experimental Stage (Single, Nuclear Blast)
- 1992: Return to the Eve (Single, Nuclear Blast)
- 1992: Dark Is the Season (EP, Nuclear Blast)
- 1993: Nuclear Blast Promo EP II (Split mit Mortification, Gorefest und Macabre, Nuclear Blast)
- 1993: Wrong Side of the Grave (Single, Nuclear Blast)
- 1994: The Grotesque / Ashen Epitaph (EP, Nuclear Blast)
- 2001: The Temple of Set (Split-EP mit Pungent Stench, Nuclear Blast)